# Рібейра (Іспанія)
Рібейра (гал. Ribeira, ісп. Riveira) — муніципалітет в Іспанії, у складі автономної спільноти Галісія, у провінції Ла-Корунья. Населення — 27 518 осіб (2009).
Муніципалітет розташований на відстані близько 500 км на північний захід від Мадрида, 103 км на південний захід від Ла-Коруньї.

## Демографія
Динаміка населення (INE ):

## Галерея зображень

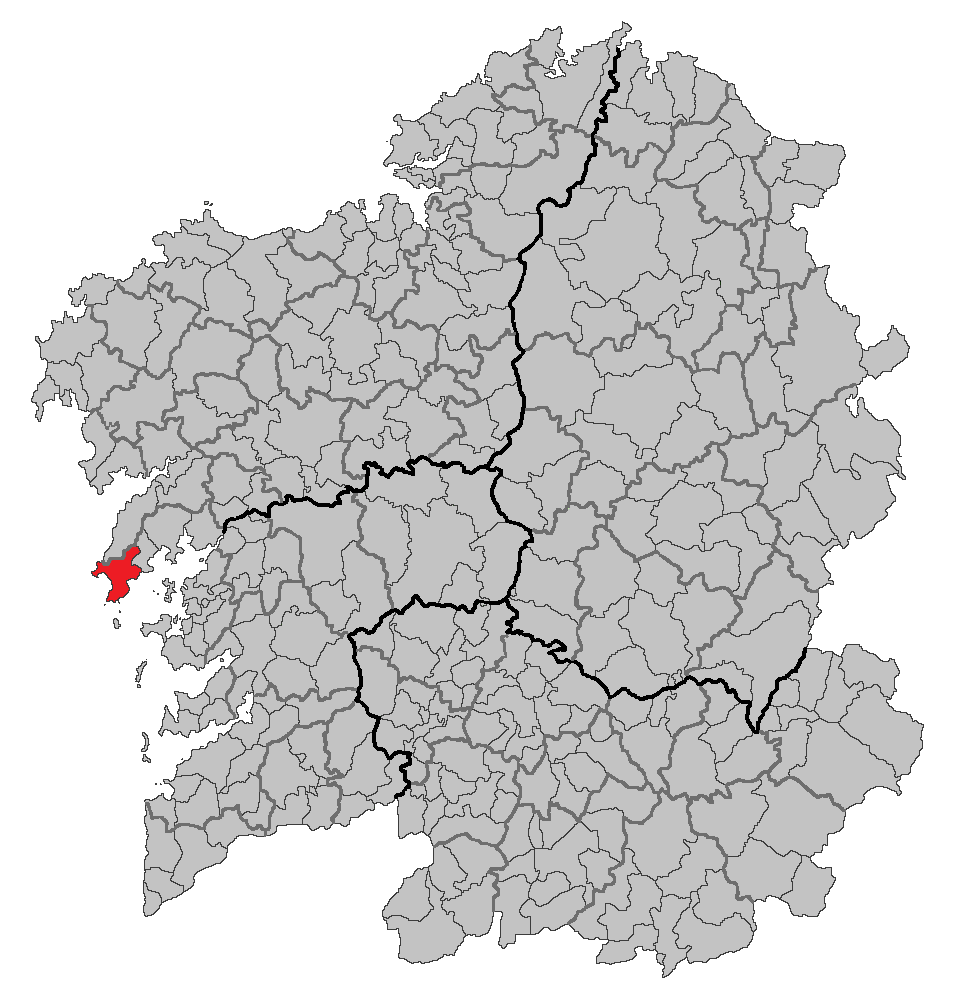
Розташування муніципалітету
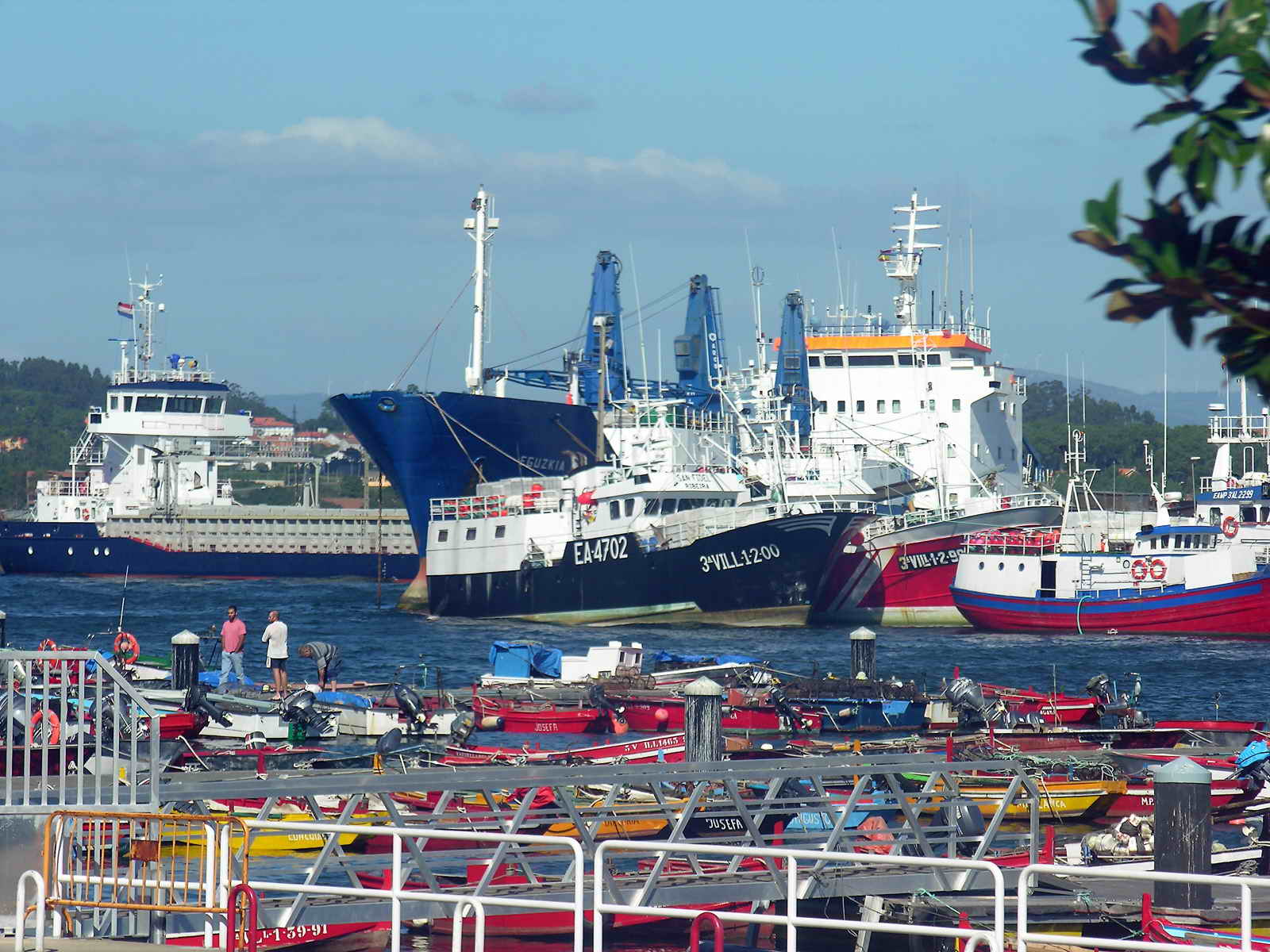
Порт міста Рібейра
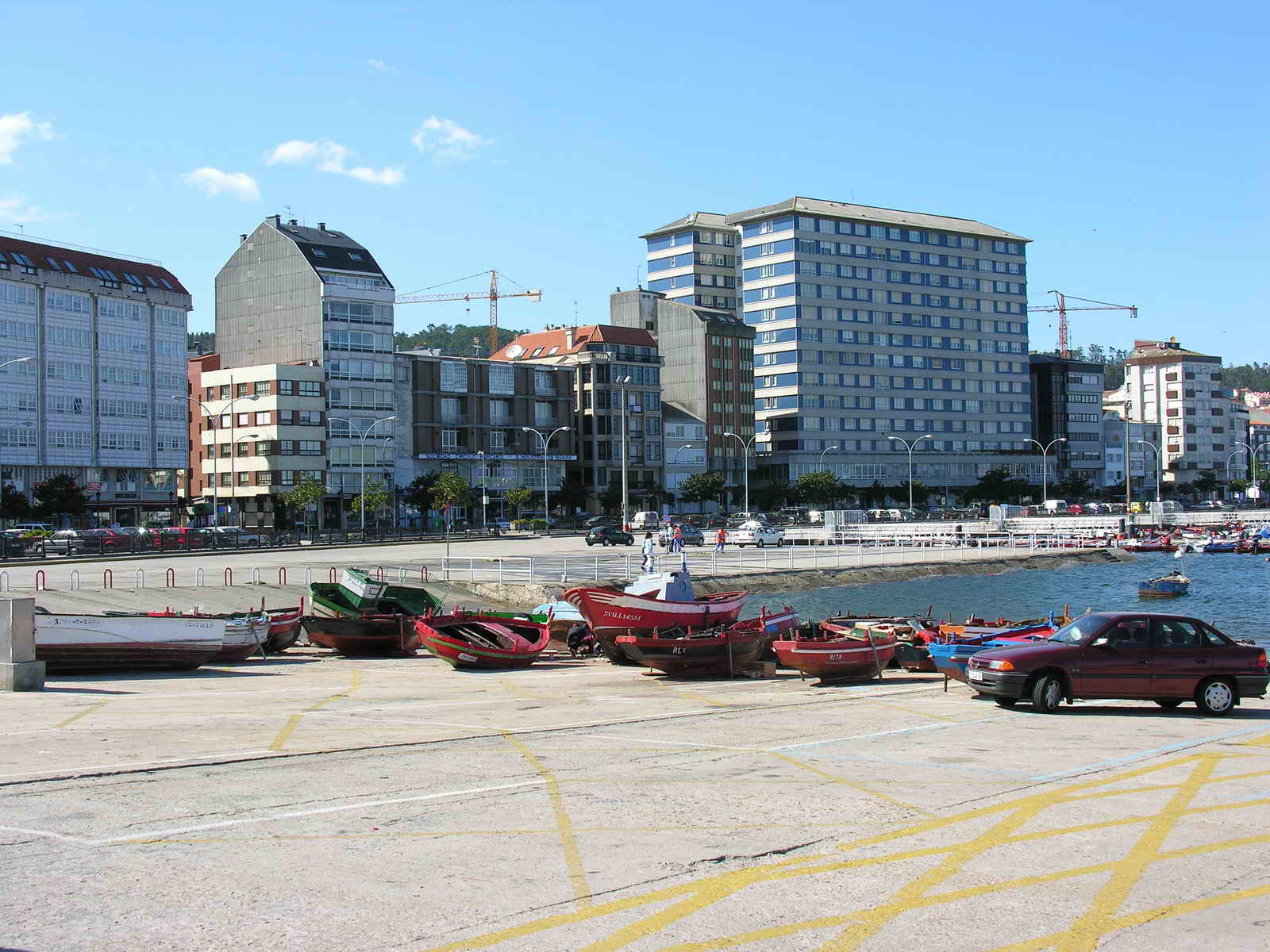
Панорама міста з входу в порт
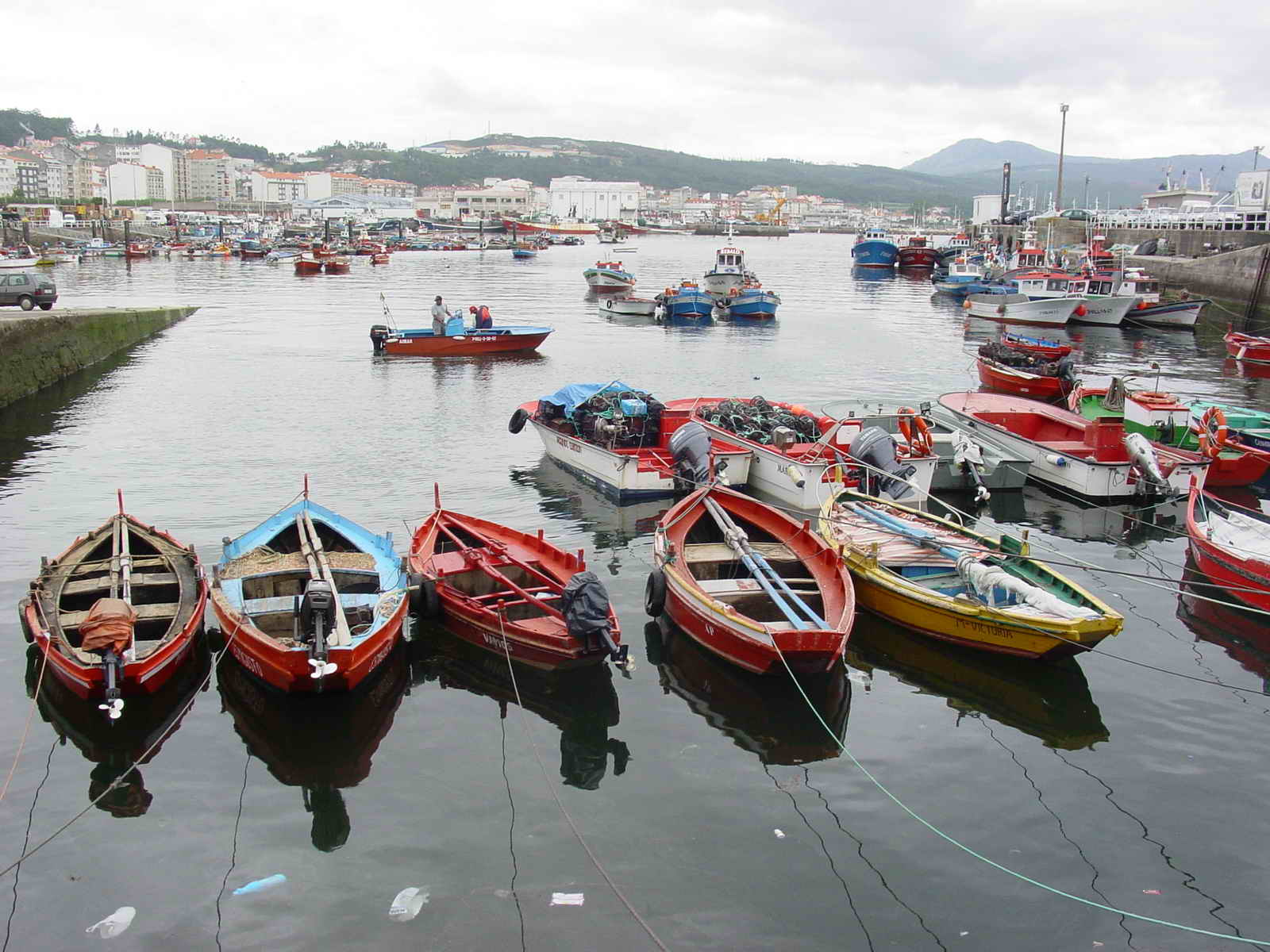
Порт